# Didemnum spumante
Didemnum spumante är en sjöpungsart som beskrevs av Kott 2004. Didemnum spumante ingår i släktet Didemnum och familjen Didemnidae. Inga underarter finns listade i Catalogue of Life.